# Alina (bướm đêm)
Alina  là một chi bướm đêm thuộc họ Erebidae.